# While Heaven Wept
While Heaven Wept (скорочено WHW) — американський дум-метал гурт з Дейл-Сіті, Вірджинія. Був створений у 1989 році. Основним фронтменом гурту є гітарист і вокаліст Том Філліпс.
Лірика пісень заснована традиційно в основному на особистих проблемах, таких як відчай, туга і зневіра.

## Склад
- Том Філліпс (Tom Phillips) — гітара, клавішні, вокал
- Джим Хантер (Jim Hunter) — бас-гітара, вокал
- Тревор Шротз (Trevor Schrotz) — ударні
- Скотт Луз (Scott Loose) — гітара
- Реін Ірвінг (Rain Irving) — вокал
- Джейсон Лінгл (Jason Lingle) — клавішні, вокал
- Мішель Шротз (Michelle Schrotz) — клавішні, вокал

## Дискографія
- Into the Wells of Sorrow 7" (1994)
- Lovesongs of the Forsaken (1994)
- Lovesongs of the Forsaken EP (1995)
- The Mourning split 7" (1997)
- Sorrow of the Angels (1998)
- Chapter One: 1989—1999 2x LP (2002)
- The Drowning Years 7" (2002)
- Of Empires Forlorn (2003 Limited Edition)
- Vast Oceans Lachrymose (2009)[3]
- Vessel 7" Single (2010)
- Triumph: Tragedy: Transcendence (2010)[3]
- The Arcane Unearthed 2x LP (2011)[4]
- Fear Of Infinity (2011)[5]
- Suspended At Aphelion (2014)[5]